# Carlo Rusconi
Carlo Giuseppe Maria Rusconi (Bologna, 5 marzo 1812 – Roma, 22 maggio 1889) è stato uno scrittore, politico e traduttore italiano.

## Biografia
Nato a Bologna dal conte Germano Alfonso e da Candida Calzolari. Nel 1831 fu coinvolto nei moti delle Romagne di quell'anno. In seguito alla repressione dei moti emigrò a Marsiglia dove venne in contatto con Giuseppe Mazzini. Si spostò quindi a Parigi e lì contattò Filippo Buonarroti, su incarico di Mazzini.
Tornato a Bologna iniziò l'attività di traduttore: nella seconda metà degli anni 1830 tradusse e pubblicò le traduzioni di alcuni lavori di Walter Scott, tra cui La sposa di Lammermoor, Waverley e altri.
Dal 1838 inizia la pubblicazione del "Teatro completo" di Shakespeare.  Il lavoro di traduttore prosegue con la pubblicazione delle "Opere complete" di Byron (1840-42) e delle Opere complete di Schiller, (1843).
In seguito al nuovo clima che c'è in Italia con l'elezione di Pio IX, Rusconi si interessa nuovamente di politica collaborando con varie testate e fondando un giornale, La Dieta Italiana, assieme al cugino Luigi Rusconi, che era l'editore delle sue traduzioni. Eletto al Consiglio dei deputati dello Stato pontificio partecipa attivamente ai lavori dell'assemblea.
Dopo la fuga di Pio IX a Gaeta fu eletto all'Assemblea costituente della Repubblica Romana nei collegi di Bologna e Forlì, optando per il primo. nel gennaio 1849, votò a favore dell’istituzione della Repubblica Romana e fu nominato ministro degli Affari esteri nel Governo presieduto da Carlo Emanuele Muzzarelli
Quando le truppe francesi sbarcarono a Civitavecchia per restaurare il governo papale, Rusconi si recò a Londra cercando di ottenere l'appoggio britannico. Da Londra si spostò a Parigi sempre per ottenere supporto alla repubblica. A Parigi si incontrò con Alexandre-Auguste Ledru-Rollin e con Pierre-Joseph Proudhon.
Era ancora in Francia giunse la notizia della resa di Roma (luglio 1849); si spostò quindi in Belgio e poi nel Regno di Sardegna,  stabilendosi a Genova.
Gli avvenimenti del 1849 e il suo ruolo furono documentati ne La Repubblica romana del 1849, pubblicato a Torino nel 1850-1851). Sono dello stesso periodo due brevi testi:  La rendita e il credito e i Prolegomeni della economia politica.
Negli anni 1850 mantenne i suoi interessi letterari e politici.
Sono di questo periodo altre traduzioni di Walter Scott e la pubblicazione in due volumi de "Le emigrazioni italiane da Dante sino ai nostri giorni ; precedute da un sunto storico dei casi d'Italia nei primi tredici secoli, caratterizzate da una forte opposizione ai governi papali.
Nel 1859 fu eletto consigliere comunale di Bologna, carica mantenuta fino al 1868. Nello stesso periodo divenne segretario generale del Consiglio di Stato delle Romagne. Nell'aprile del 1861 fu candidato alle elezioni suppletive per il primo parlamento del nuovo regno nel collegio di Imola, ma, a causa della carica ricoperta, l'elezione fu annullata il 25 aprile 1861 per incompatibilità d'impiego.
In seguito ricoperse altri incarichi: diresse la Rivista di Agricoltura, Industria e Commercio, partecipò in reppresentanza del regno d'Italia alla Convenzione dell'Unione monetaria latina svoltasi a Parigi nel 1878 e nel 1879 fu nominato segretario generale del Consiglio di Stato.
Continuò nello stesso periodo a svolgere la sua attività letteraria scrivendo testi per il teatro e romanzi, oltre alla stesura di testi autobiografici,
È morto a Roma il 22 maggio 1889, vedovo di Girolama Cappini.

## Opere
- Luigi XVI. scene della rivoluzione di Francia (1846-47)
- Enrico Valieri (1847)
- L'Austria e l'Italia (1847)
- La repubblica Romana del 1849 (1850-51)
- Le emigrazioni italiane da Dante sino ai nostri giorni (1853)
- L'incoronazione di Carlo V a Bologna (1866)
- Memorie aneddotiche per servire alla storia del rinnovamento (1883)

### Traduzioni
- Tutto il teatro di Shakespeare
- Opere complete" di Byron
- Opere complete di Schiller